# Basilique de la Santissima Annunziata
 (décembre 2023).
Si vous disposez d'ouvrages ou d'articles de référence ou si vous connaissez des sites web de qualité traitant du thème abordé ici, merci de compléter l'article en donnant les références utiles à sa vérifiabilité et en les liant à la section « Notes et références ».
La basilique de la Santissima Annunziata (en italien Basilica della Santissima Annunziata) est une des basiliques de Florence en Toscane, celle de l'ordre des Servites de Marie.
Elle se trouve au nord de la place homonyme, qui ouvre sa perspective au sud vers Santa Maria del Fiore par la via dei Servi.

## Histoire
Son emplacement fut choisi par les sept saints, sept riches marchands florentins laïcs, fondateurs des Servi di Maria, canonisés ensemble « comme un seul homme » par le pape Léon XIII, le 15 janvier 1888 : Bonfiglio, Bonagiunta, Manetto, Amideo, Uguccione, Soutien et Alessio. Le culte marial est si fort à cette époque que le 25 mars, fête de l'Annonciation, marque le début de l'année et ceci jusqu'en 1750. En 1250 y est créé un oratoire servite, ouverte sur la campagne et hors les murs, dans une zone appelée Cafaggio, c'est-à-dire zone boisée de chasse qui arrivait du pied des pentes de la colline de Fiesole. L'oratoire, qui garde même une Annonciation miraculeuse peinte (dit la légende) d'un ange, devient le but de pèlerinages et de processions et il devient vite nécessaire d'agrandir les lieux par une église et une place complétée d'une voie de communication vers le centre, qui sera la Via dei Servi.
L'oratoire est donc remplacé par l'église actuelle, construite par Michelozzo entre 1441 et 1455, qu'Alberti termine en la couronnant d'une coupole. Ensuite vient l'ajout du péristyle de Giovanni Battista Caccini en 1599. Une mosaïque de Davide Ghirlandaio au-dessus du portail central représente une Annonciation.
Le portique en est la dernière des décorations, ajouté dans les premiers années du XVIIe siècle pour être raccordée aux autres façades latérales qui encadrent le tout.

## Architecture
Depuis le portique donnant sur la place, l'accès à la nef de l'église passe par le Chiostro dei Voti, un lieu à colonnade et voûtes d'arêtes initié en 1447 sur les plans de Michelozzo, où furent exposées au cours des siècles des plaques et des statues votives de bois et de plâtre décorés (qui furent retirées en 1785). N'y subsiste que les fresques de la vita della Madonna et la storia di Filippo Benizzi, un des sept saints fondateurs de l'ordre des Servites de Marie. Les peintures à fresque sont de Cosimo Rosselli, Alesso Baldovinetti, Andrea del Sarto, Pontormo, Rosso Fiorentino et Franciabigio (ces fresques ont été largement endommagées par les inondations de Florence de 1966, puis détachées,restaurées et remises en place). On peut remarquer également un médaillon peint à fresque représentant Simon le zélote accompagné de la scie de son martyre. On remarquera que le cycle de la Vie de la Vierge ne comporte ici pas d'Annonciation car l'église en comporte une plus notoire car miraculeuse.

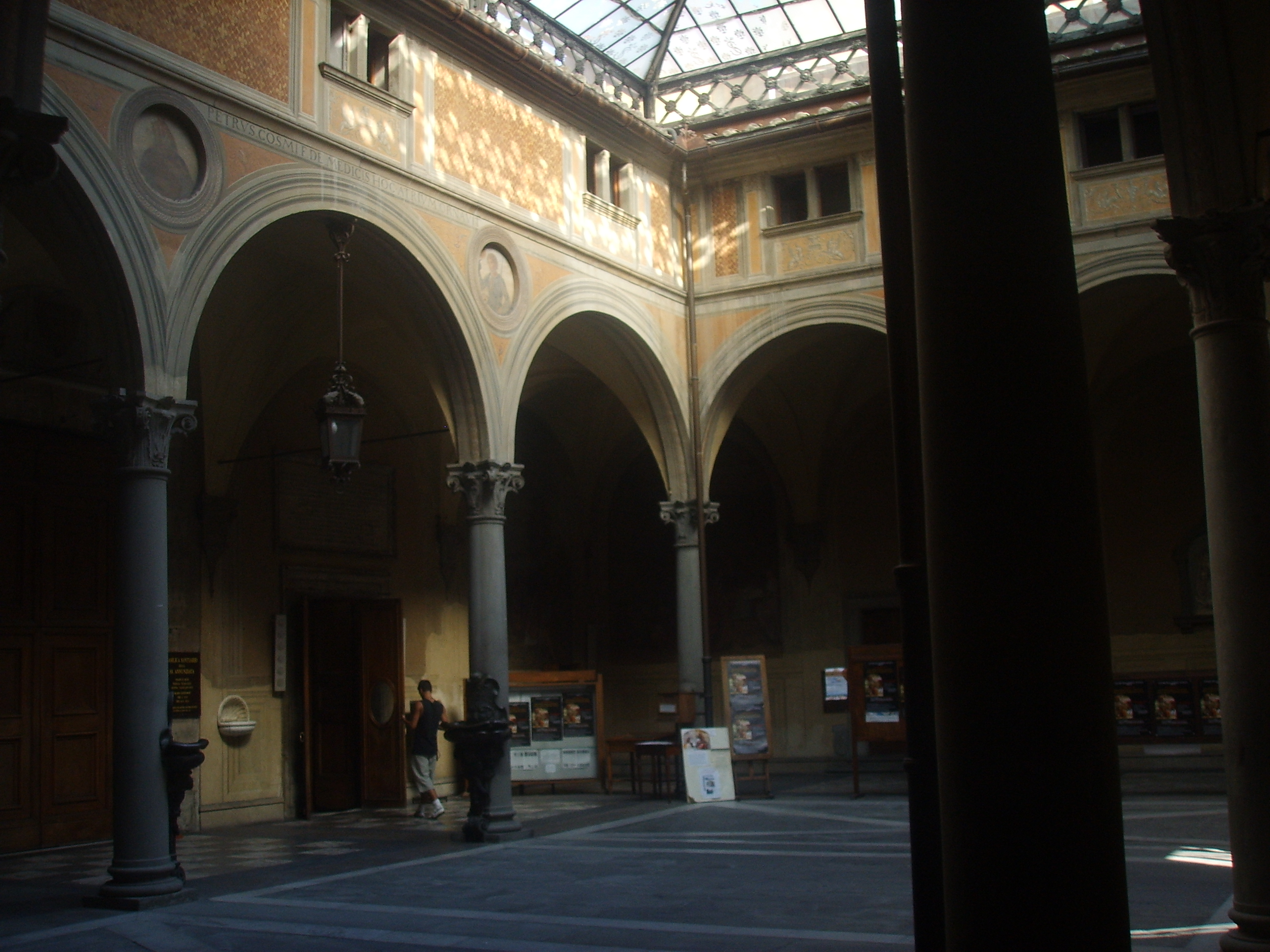
L'entrée avec sa verrière.
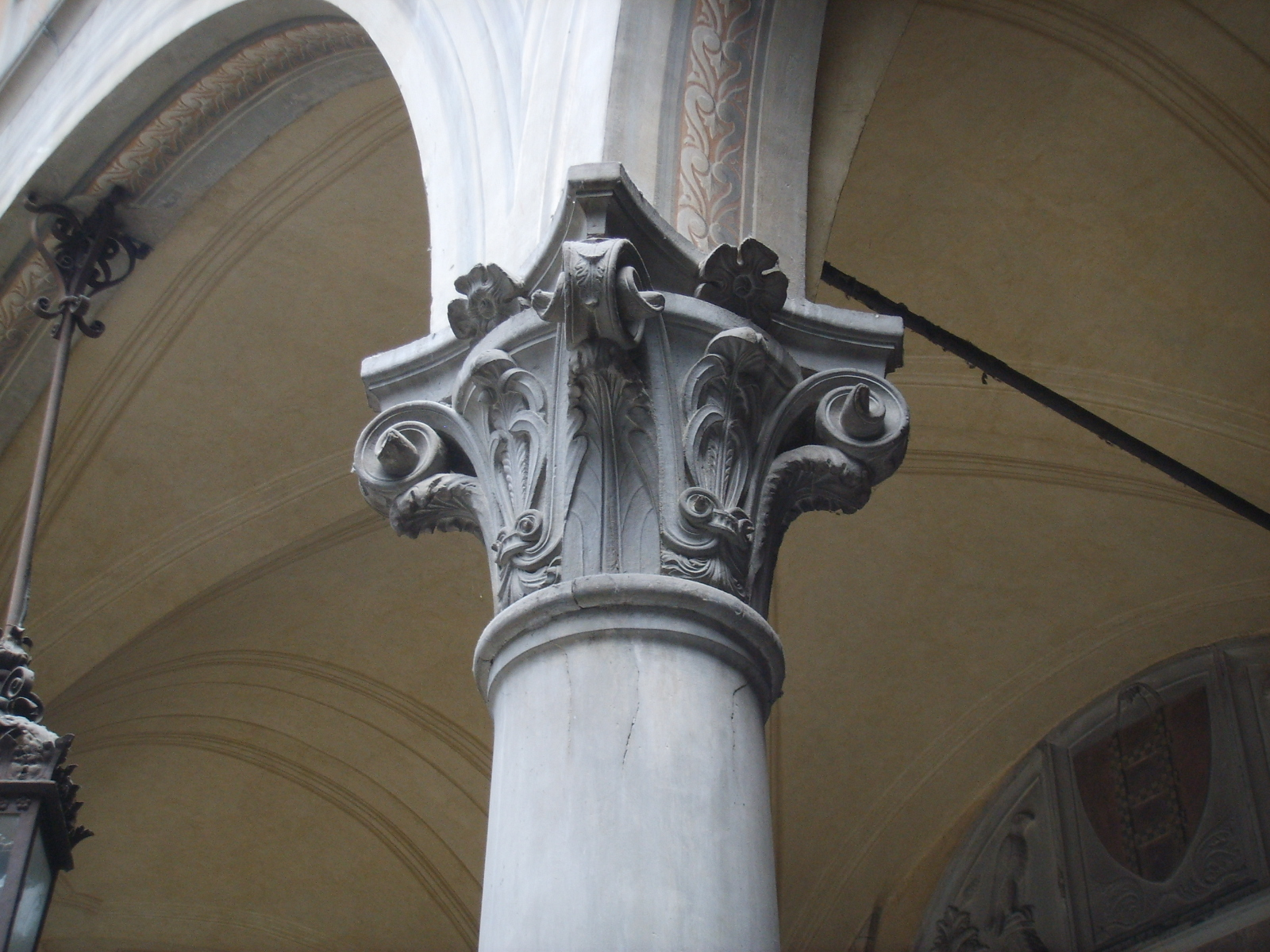
Chapiteau des arcades.
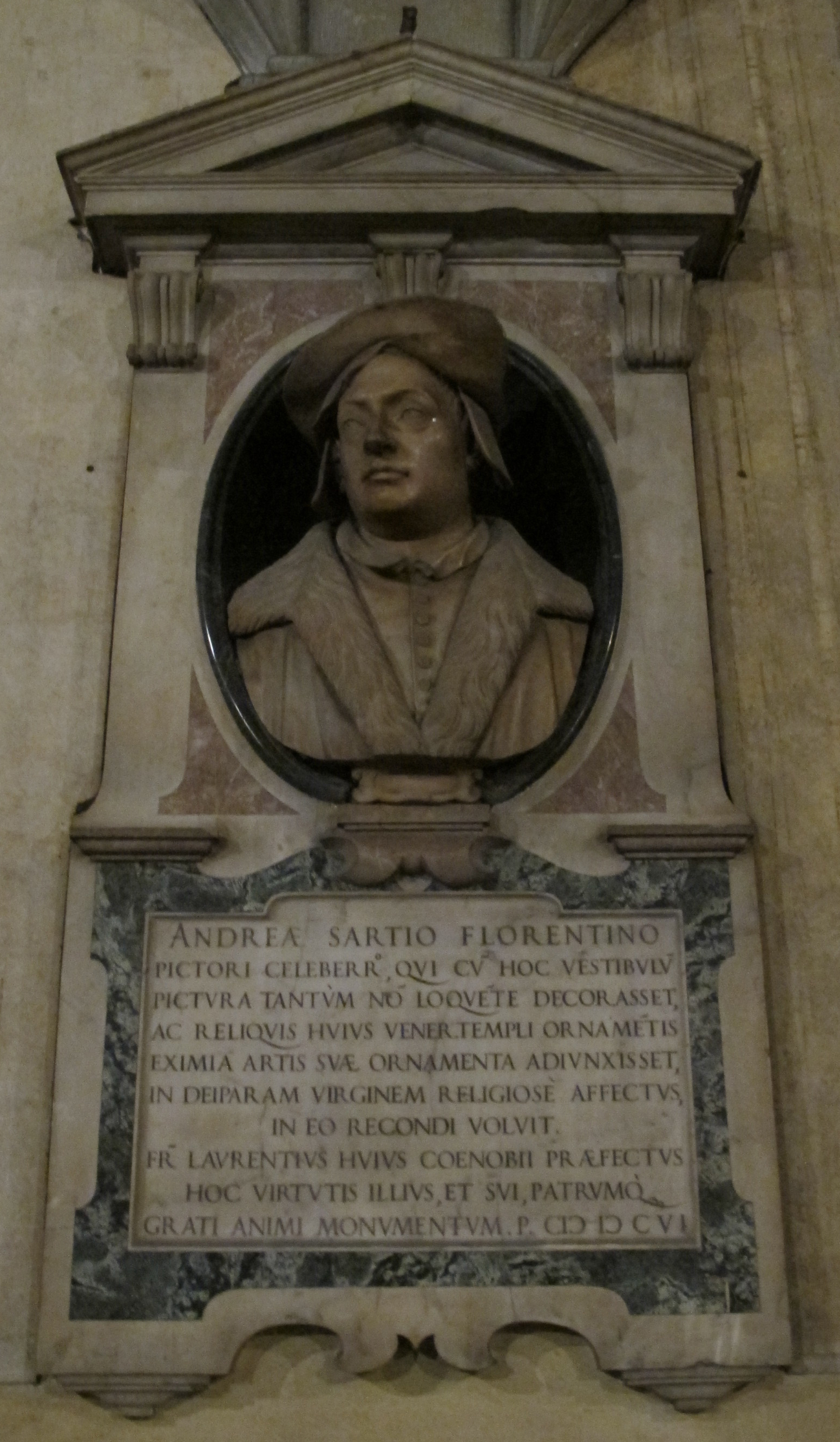
Buste d'Andrea del Sarto.
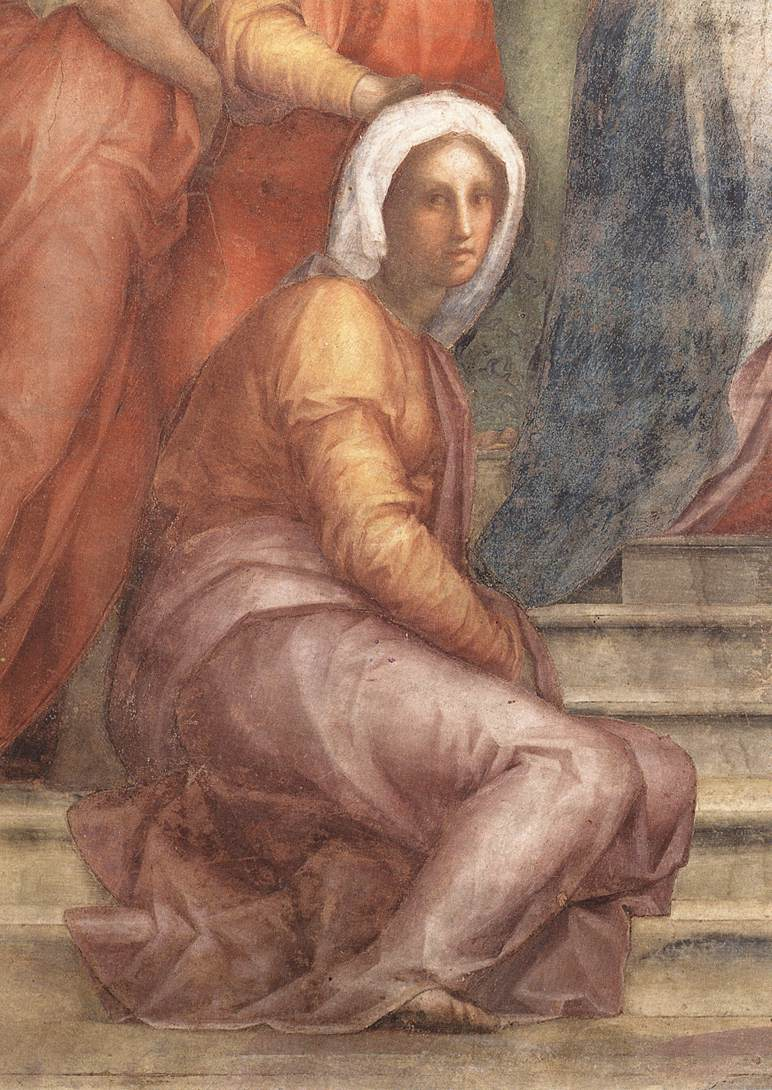
Détail de la Visitation du Pontormo.
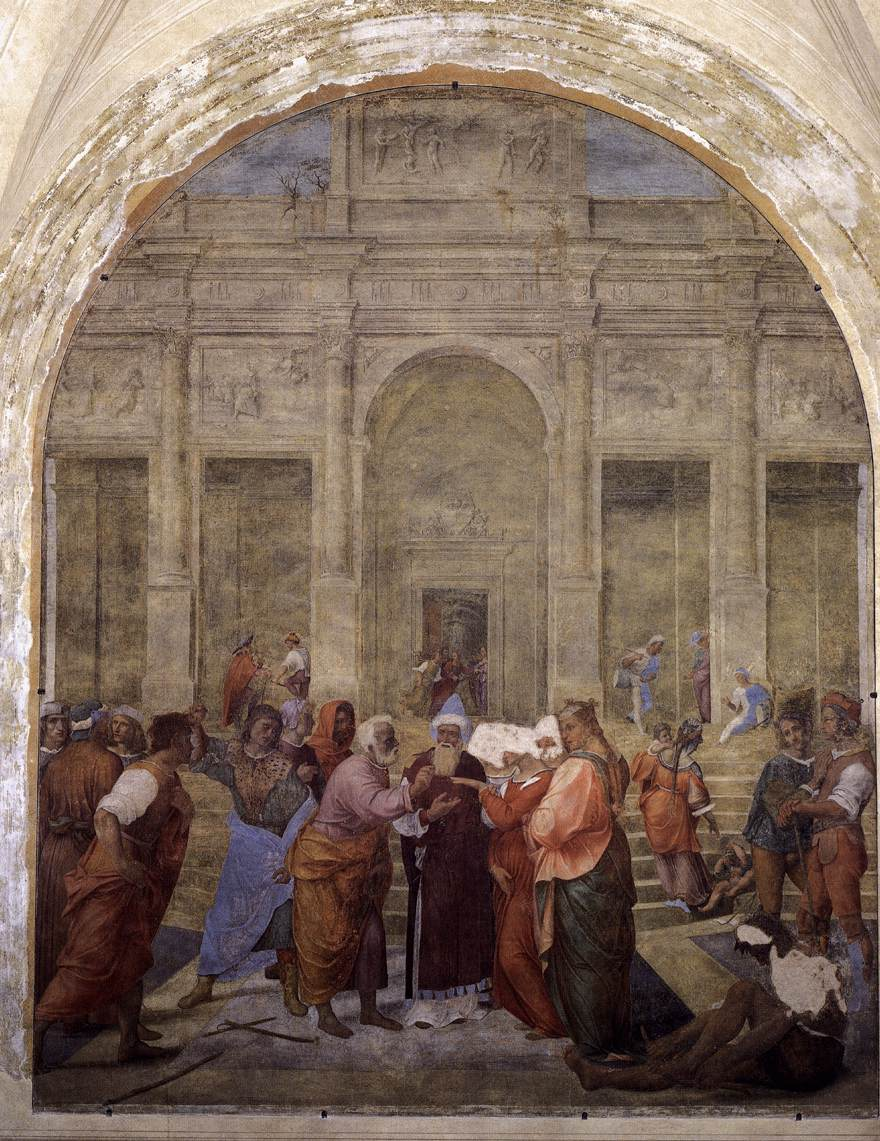
Naissance de la Vierge de Franciabigio.

## La nef

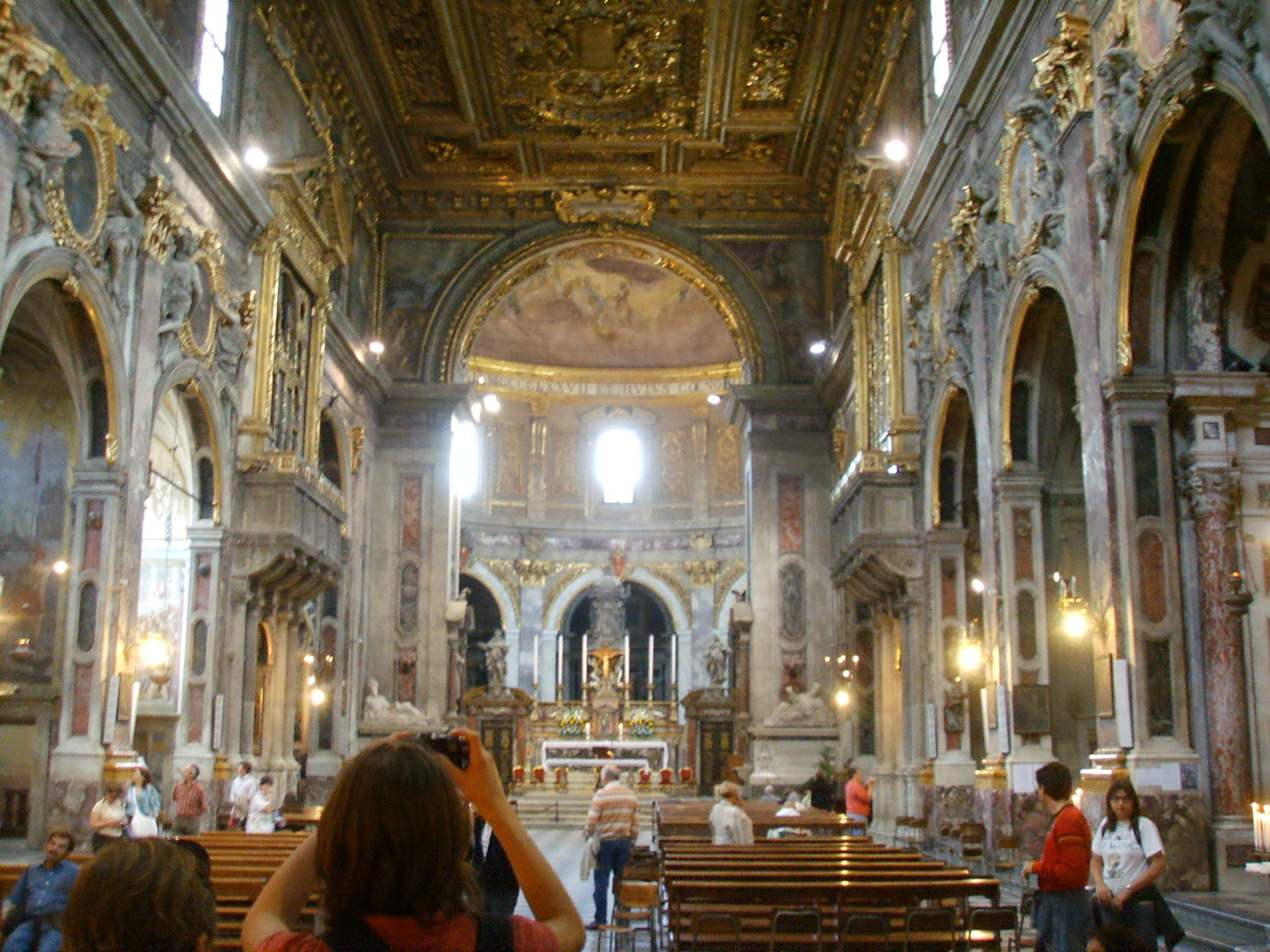
L'intérieur baroque.

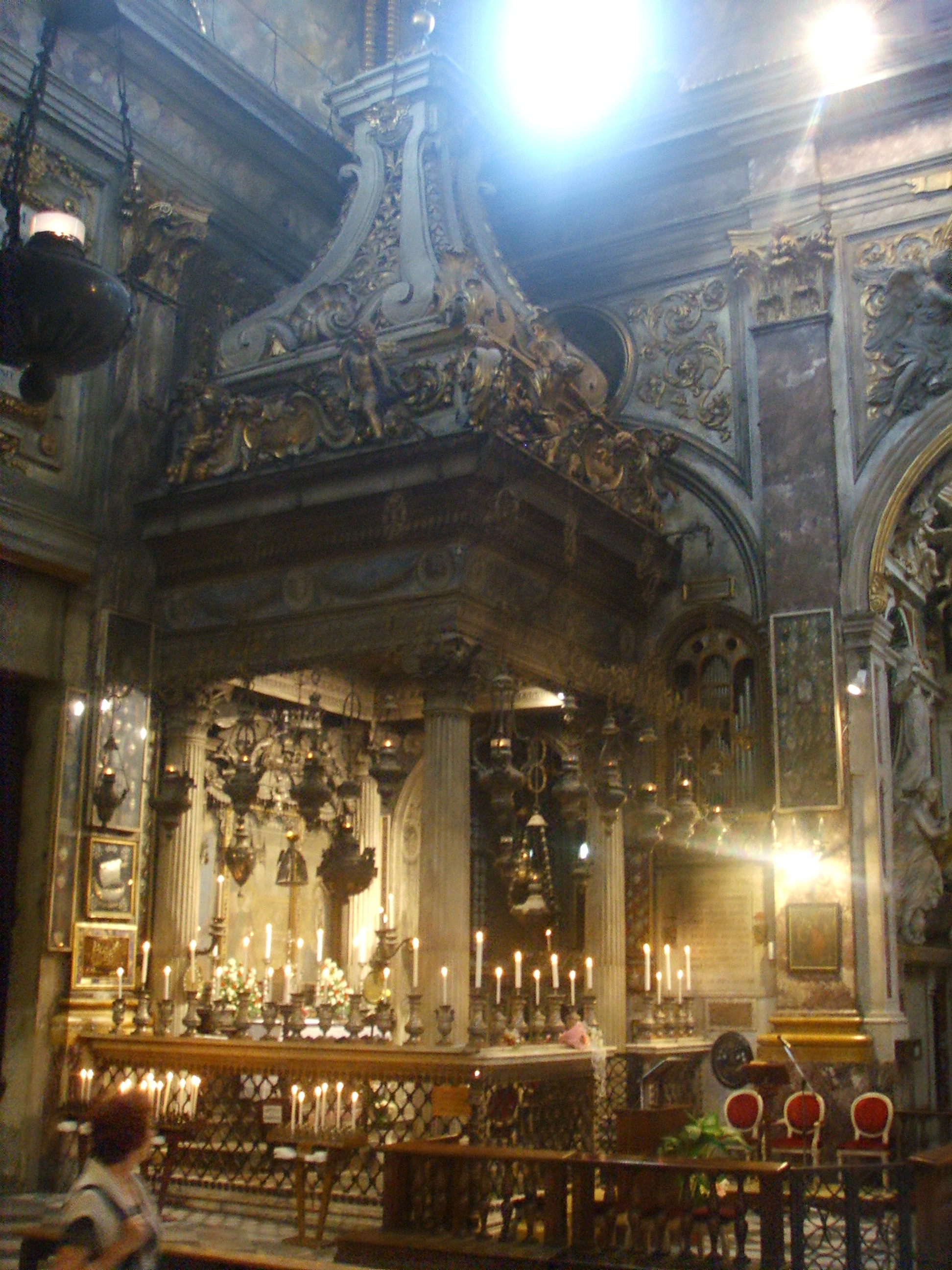
La Cappella della Santissima Annunziata.

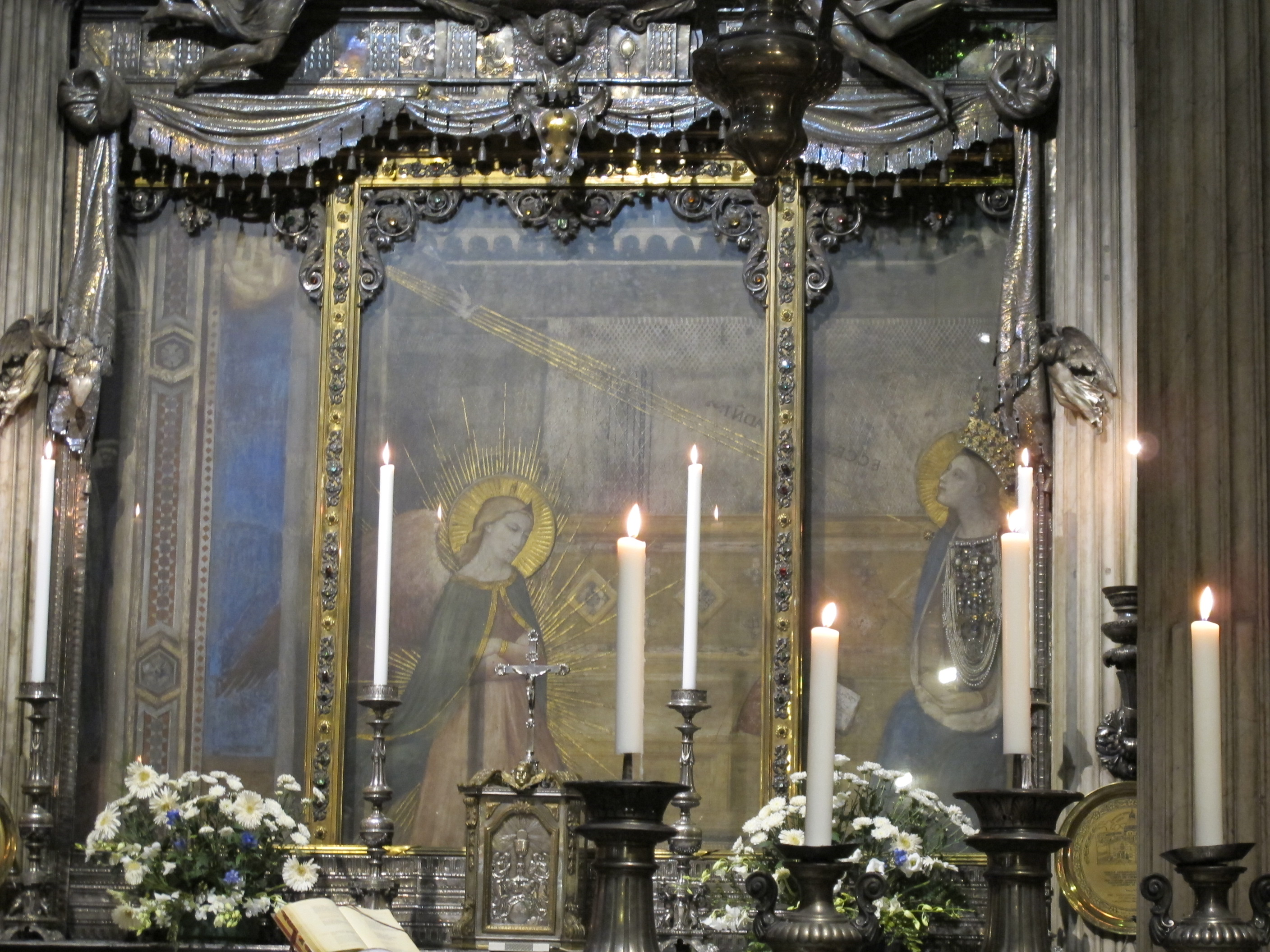
La fresque miraculeuse.

La décoration baroque (plafond du Volterrano, profusions de marbres, stucs et dorure) est accompagnée de grands tableaux, placés entre les ouvertures, les Miracoli della Madonna de Cosimo Ulivelli (1671), ceux de Giovanni Fiammingo, de Ferdinando Folchi et le chœur des anges des deux orgues d'Alessandro Nani à droite, et de Alessandro Rosi à gauche.
Le temple, juste à gauche après l'entrée est dédié à la Santissima Annunziata, une fresque de l'Annonciation dont le visage de la Vierge a été prétendument peint par des anges. Il comporte de nombreuses lanternes d'argent en ex-voto.

### Les chapelles à droite de la nef
Cappella di San Nicola da Bari
Chapelle depuis 1353 de la famille Palagio, Taddeo Gaddi en exécute d'abord les fresques de la vie de San Nicola da Bari ; en 1623 Matteo Rosselli lui substitue les siennes ; le retable de la Vergine con San Nicola ed altri santi est de Jacopo Chimenti (dit L'Empoli). Rosselli peignit les Quattro Evangelisti de la voûte et deux épisodes de la vie de saint Nicolas.
Cappella del Beato Giovacchino da Siena
Chapelle depuis 1371 de la famille Macinghi. Lorenzo di Credi est l'auteur de la Natività di Nostro Signore (1677) qui y figurait à l'origine ; elle fut depuis transférée aux Offices et remplacée par le Beato Giovacchino de Pier Dandini. Un crucifix en bois, sur la paroi gauche, est l'œuvre sculptée d'Antonio et de Giuliano da Sangallo (1483). Le monument funéraire du marquis Luigi Tempi est de Ulisse Cambi (en) (1849).
Cappella dei Sette Santi Fondatori dei Servi di Maria (ou de Santa Lucia)
Depuis 1387, chapelle de la famille Cresci. L'architecture en est refaite en 1643 par Matteo Nigetti et la coupole fut peinte à fresque par Volterrano : Santa Lucia davanti alla Trinità. Les tableaux de quatre des sept fondateurs de l'ordre de Niccolò Nannetti (it) datent de 1888 ; le monument funéraire en marbre à Fabrizio Colloredo est d'Orazio Mochi (en).
Cappella di San Pellegrino Laziosi
Cappella dell'Addolorata
Cappella del Salvatore
Cappella di Santa Barbara
Cappella del Santissima Sacramento o di Santa Giuliana Falconieri
Cappella della Pietà
Cesare Dandini exécuta la Pietà en 1625.

### Le maître-autel
Capella di San Filippo
La plus ancienne note la date de 1464 au titre de San Giovanni Evangelista. En 1671, restaurée et embellie, son retable représente le Santo in gloria et ses petits tableaux de San Giovanni Evangelista sont du Volterrano.

### Les chapelles de la tribune
Cappella della Natività
Chapelle de la famille de l'Antella
Cappella di San Michele Arcangelo
Chapelle des Benivieni en 1470, devient celle des Donati en 1666. San Carlo Borromeo e Santa Maria Maddalena dei Pazzi de Simone Pignoni
Cappella di Sant'Andrea Apostolo
Chapelle de la famille Malaspina
Cappella della Risurrezione
D'abord chapelle de Pietro del Tovaglia en 1552, elle devient ensuite celle de la famille Guadagni qui la restaure en 1742 ; Statue en bois de tilleul San Rocco, de Veit Stoss ; San Francesco di Paola, en marbre, dans une niche, de Giuseppe Piamontini (1700).
Cappella della Madonna del Soccorso
Chapelle de la famille Pucci
Cappella di Santa Lucia (ou dei Santi Martiri e San Francesco)
Chapelle de la famille Del Giocondo
Cappella del Cieco Nato
Chapelle des Della Scala, elle prend son nom du retable du Passignano Il miracolo operato da Cristo al cieco nato
Cappella di Santa Caterina
Chapelle des Bardi puis des Accolti ; retable des Nozze mistiche della Santa con il Cristo (1642) de Giovanni Bilivert ; tableaux latéraux de Jacopo Vignali : Santa Maria Maddalena, Santa Margherita da Cortona, et fresques de la voûte.
Cappella di Sant'Anna
Chapelle de la famille Giacomini-Tebalducci ; tableaux d'Antonio Mazzieri de 1543 : Sant'Anna, con i Santi Stefano, Lorenzo, Filippo Benizi e Giuliana Falconieri.

### Les chapelles de gauche

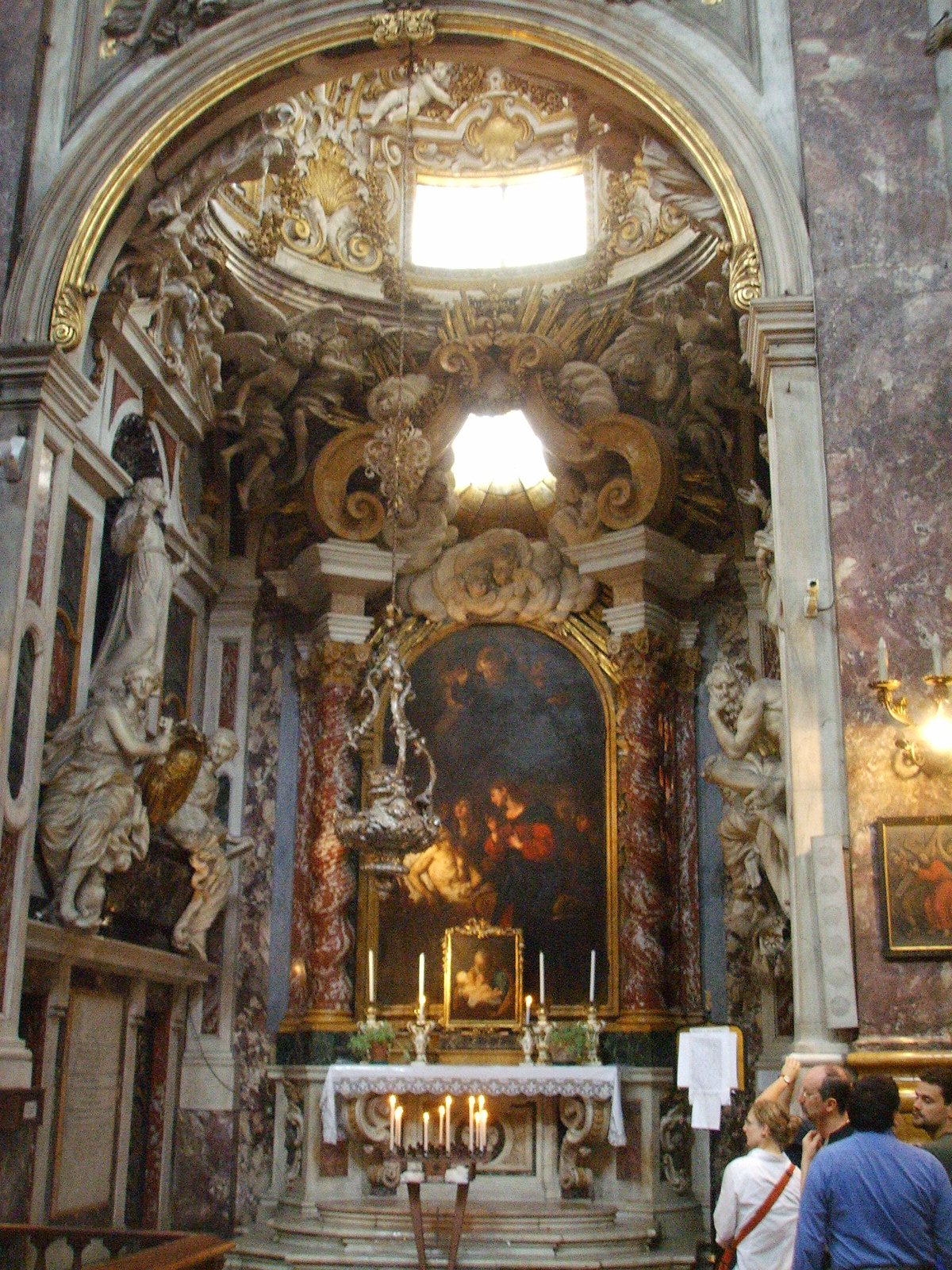
La Cappella di San Giuliano o di San Giuseppe.

Cappella di Sant'Anna
Chapelle de la famille Giacomini-Tebalducci
Cappella di San Biagio
Cappella dell'Organo
Cappella dell'AssuntaChapelle de la famille Rabatta, elle accueille la face de l'Assunta du Pérugin depuis son déplacement du maître-autel et sa séparation d'avec son autre face conservée à la galerie de l'Académie
Cappella della Crocifissione
C'est la chapelle de la famille Galli depuis 1450 ; Le retable de la Crocifissione est de Giovanni Stradano ; les deux fresques des prophètes Isaïe et Habacuc sont d'un anonyme ; la Resurrezione di Lazzaro, de la paroi de droite est de Nicola Monti (1837) ; le Giudizio Universale sur la paroi de gauche est une copie de Michel-Ange par Alessandro Allori.
Cappella di San Girolamo
Chapelle de la famille Corboli
Cappella di San Giuliano o di San Giuseppe
Érigée en 1451 sa fresque de San Giuliano e il Redentore est d'Andrea del Castagno (1455-1456), les marbres et stucs de l'autel de Giovanni Battista Foggini (1693), pour supporter le retable du Transito di S. Giuseppe du Bavarois Johann Karl Loth. Deux monuments funéraires se font face, ceux de la famille Feroni, patrons de la chapelle : les statues principales de San Francesco de Camillo Cateni, et San Domenico de Carlo Marcellini sont complétées d'autres figures par Francesco Andreozzi, Isidoro Franchi et Giuseppe Piamontini (en) ; les médaillons en bronze doré sont de Massimiliano Soldani Benzi. Une lampe d'argent est suspendue dans l'arcature de la chapelle (1694).

## En dehors de l'église

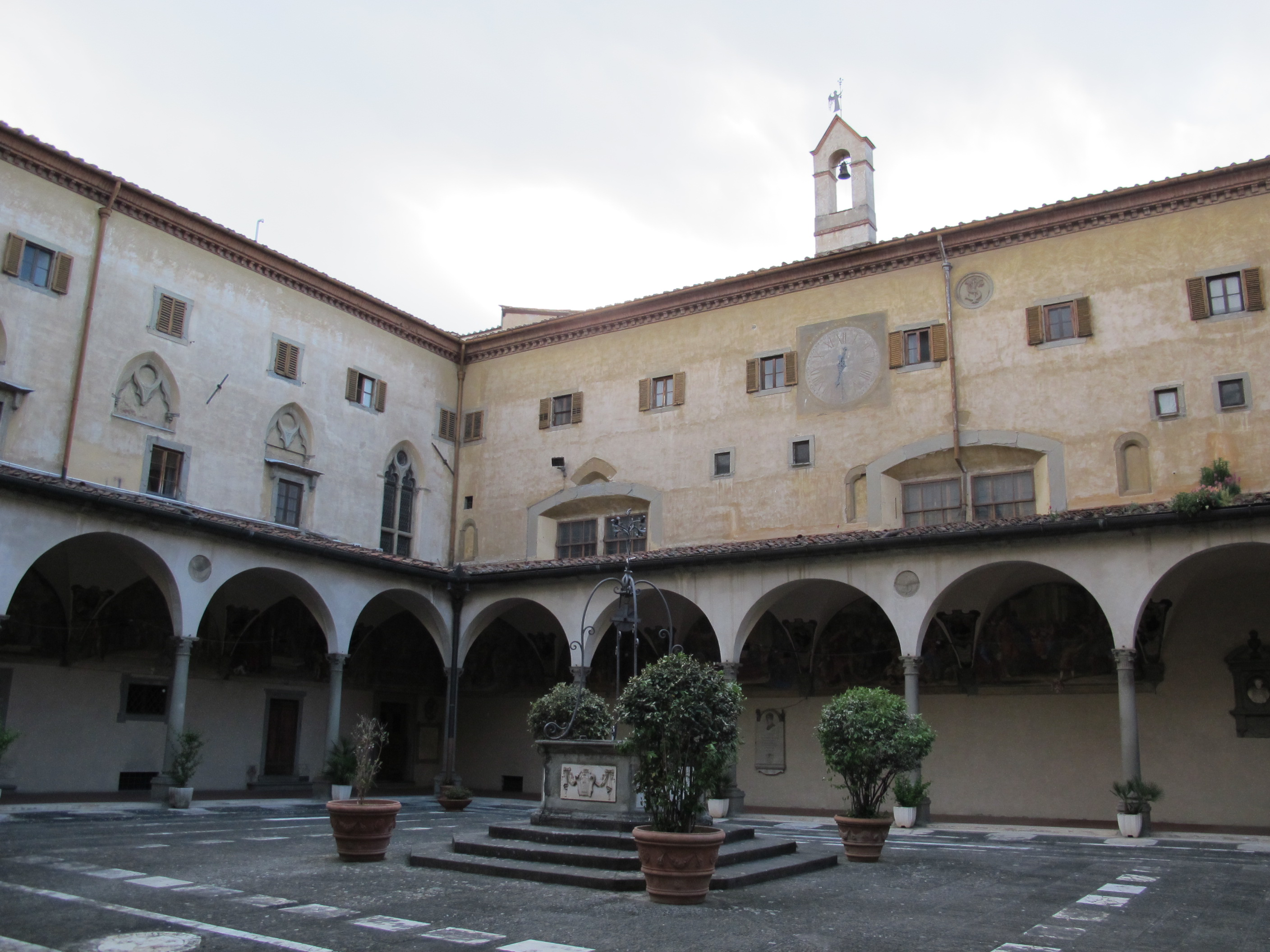
La grand cloître.

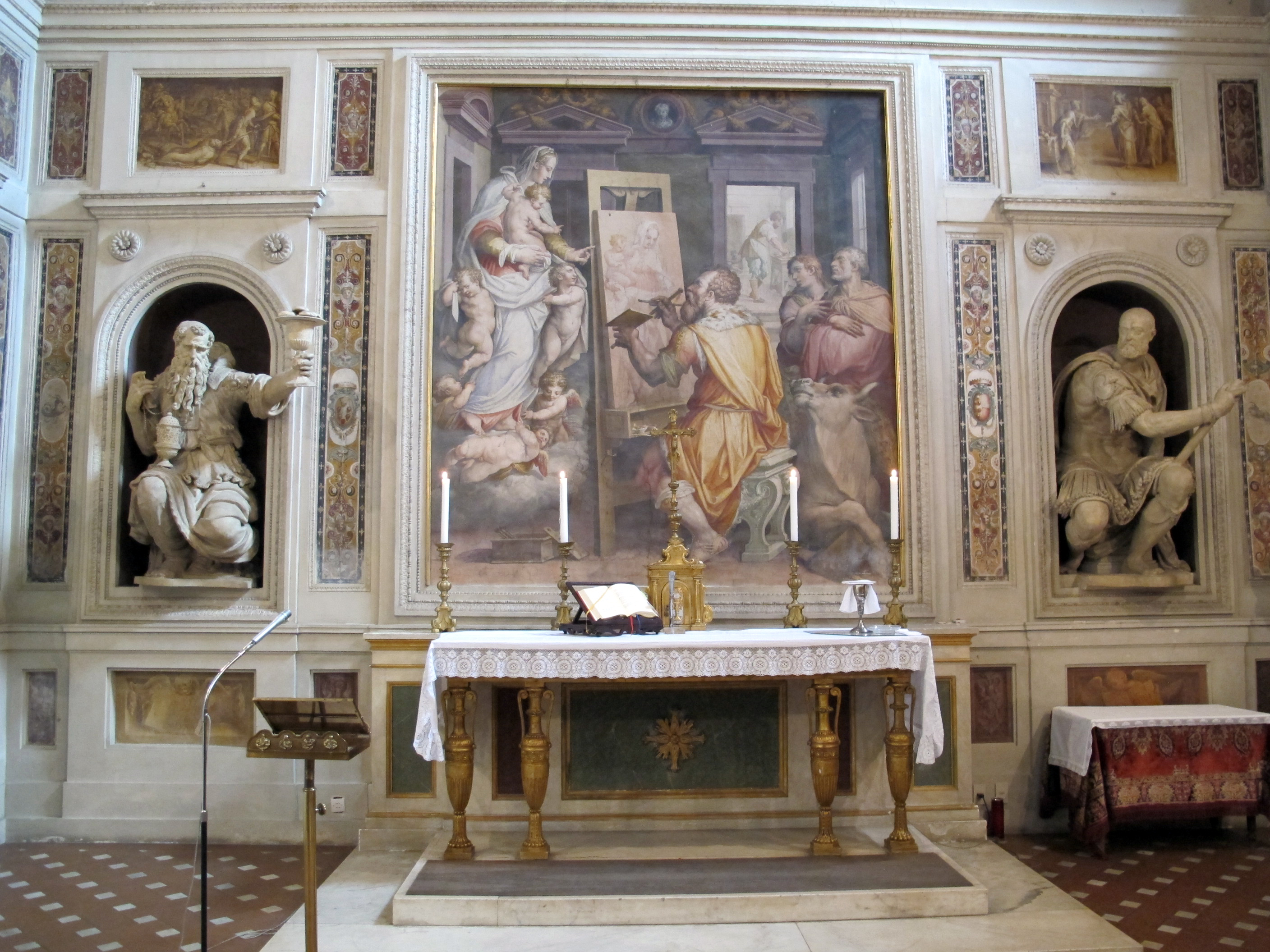
L'autel de la chapelle des peintres, avec au centre Saint Luc peignant la Vierge de Vasari.

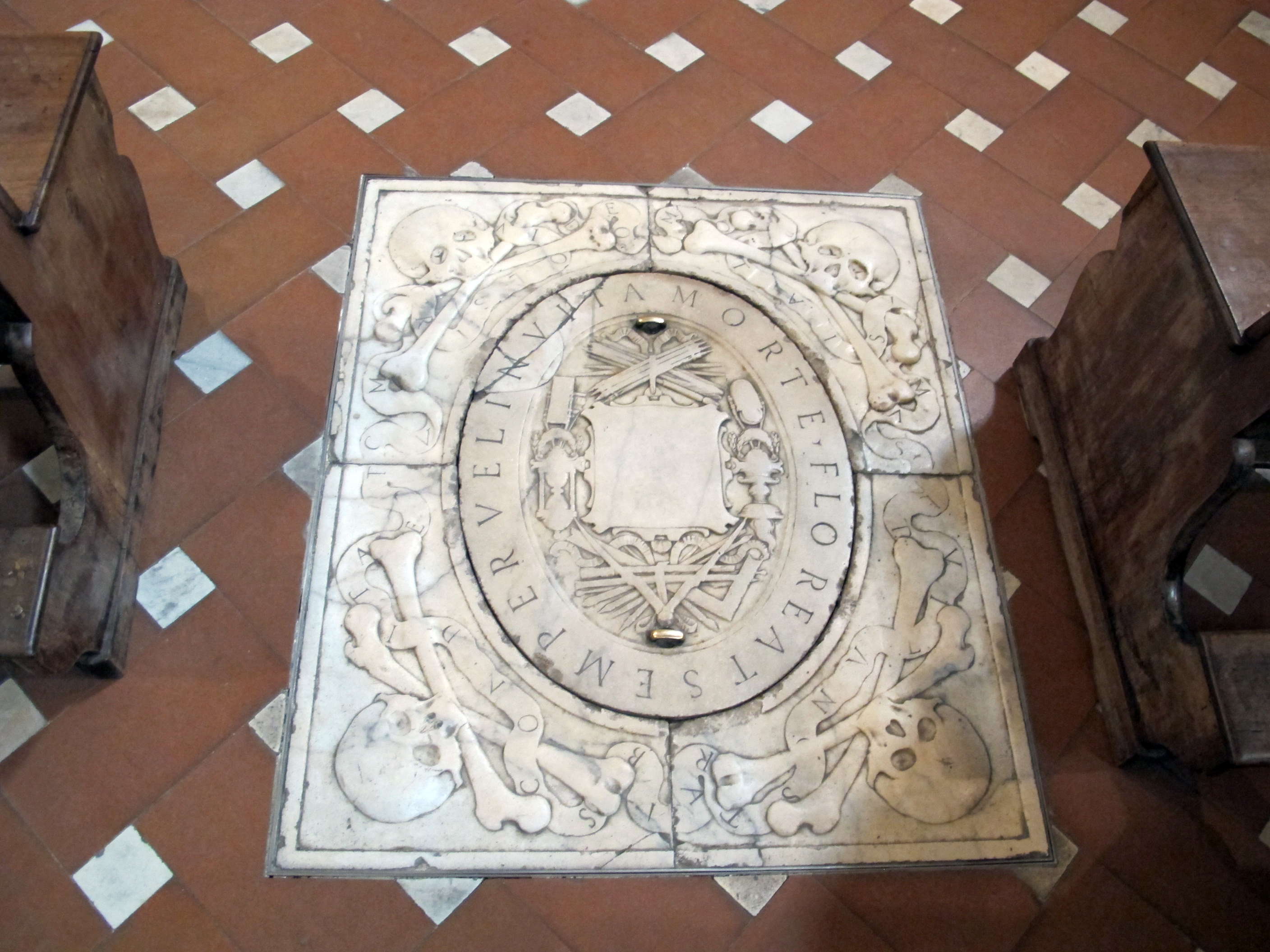
La tombe commune des peintres.

Le cloître des morts et la Cappella dei Pittori o di San Luca
Le cloître Saint-Luc (patron des peintres) est décoré de nombreuses fresques et la chapelle Saint-Luc qui appartient depuis 1561 à la Confrérie des Artistes était l'endroit d'exposition de leurs œuvres à Florence. Quinze d'entre eux sont ensevelis ici, comme Benvenuto Cellini, Pontormo, Andrea del Sarto, Giambologna, Pietro Tacca, etc.
La Cappella del Capitolo
Surplombant le grand cloître et construite en 1384, elle fut d'abord la chapelle de la famille Macinghi. En 1722, Giovacchino Fortini la dessine telle que nous la voyons aujourd'hui. Ses décors et peintures sont de Matteo Bonechi et Antonio Puglieschi. Derrière l'autel, une peinture représente les sept fondateurs de l'Ordre des Serviteurs de Marie. Sur le côté gauche de l'autel se trouve la sépulture de la mystique Maria Valtorta, membre du même ordre. Elle y fut transférée le 2 juillet 1973 depuis le cimetière de sa petite ville toscane, Viareggio.
Le second cloître
L'Oratoire San Sebastiano
Le passage sur arcade
Reliant le Palazzo della Crocetta (aujourd'hui siège du musée archéologique national) par-dessus la via Gino Capponi, il permettait à la princesse Marie-Madeleine de Médicis, sœur du grand-duc Cosme II, d'assister à la messe sans avoir à descendre dans la rue pour rejoindre l'église.

## Œuvres déplacées vers des musées
- Maître de la Madeleine, Maddalena penitente e otto storie della sua vita, Galleria dell'Accademia de Florence
- Gherardo Starnina, Madonna dell'Umiltà, Galerie des Offices, Florence
- Fra Angelico, Armadio degli Argenti, couvent San Marco, Florence
- Piero Pollaiuolo, Martirio di san Sebastiano, National Gallery, Londres
- Filippino Lippi et Le Pérugin, Deposizione, Galleria dell'Accademia
- Fra Bartolomeo, Isaia, Galleria dell'Accademia
- Fra Bartolomeo, Giobbe, Galleria dell'Accademia
- Le Pérugin, Nascita della Vergine, Polesden Lacey (Guildford, Surrey)
- Le Pérugin, Miracolo della neve, Walker Art Gallery de Liverpool